# 奇阿圖拉
奇阿圖拉是格魯吉亞西部伊梅雷蒂大区奇阿圖拉市鎮的城镇及其行政中心。距離首都第比利斯220公里，海拔高度349米，該鎮附近有大型錳礦，2024年人口数量为12,049人。